# ISO 13406-2
ISO 13406-2 is een ISO-norm waarin is vastgelegd hoeveel defecte pixels (en wat voor soort, permanent aan of uit) een beeldscherm mag bevatten. De norm is slechts een richtlijn en geen verplichting. Veel fabrikanten houden zich echter vrijwillig aan de ISO-norm.

## Klassen
De norm is ingedeeld in 4 klassen. Er worden drie typen defecte pixels onderscheiden:
- type 1 = een heldere pixel (altijd aan)
- type 2 = een dode pixel (altijd uit)
- type 3 = een defecte subpixel (een van de kleuren - rood, groen of blauw - is altijd aan of uit)

Onderstaande tabel toont het aantal toegestane defecten (per type) per 1 miljoen pixels. Voor een groot (30 inch) beeldscherm met een resolutie van 2560 x 1600 moeten de getallen in de onderstaande tabel dus met een factor 4 vermenigvuldigd worden.
| klasse | type 1 | type 2 | type 3 |
| ------ | ------ | ------ | ------ |
| I      | 0      | 0      | 0      |
| II     | 2      | 2      | 5      |
| III    | 5      | 15     | 50     |
| IV     | 50     | 150    | 500    |

Meestal wordt klasse II gehanteerd.